# アーサー・クラファム
アーサー・ロイ・クラファム（Arthur Roy Clapham、CBE FRS 、1904年5月24日 - 1990年12月18日）はイギリスの植物学者である。オクスフォード大学やシェフィールド大学で教え、『ブリテン諸島の植物』（"Flora of the British Isles"）の共著者である。

## 略歴
ノーフォーク州のノリッジで小学教師の息子に生まれた。ケンブリッジ大学のダウニング・カレッジで学び、優秀な学生に贈られる植物学のフランク・スマート賞を受賞した。学位（B.A.）を取得した後、フレデリック・フロスト・ブラックマンのもとで植物生理学を研究した。ローサムステッド農業試験場の植物生理学の研究職を得て、集団遺伝学の創始者の1人、ロナルド・フィッシャーと働き、フィッシャーの研究から統計的な解析やサンプリングの方法を学んだ。この時期にクラファムは後に結婚するブレンダ・ストーシガー（Brenda Stoessiger）と出会った。彼女は数理統計学のパイオニアのカール・ピアソンの学生であった。1929年にケンブリッジ大学の博士号を得た。1930年にオックスフォード大学の植物学の助手（Demonstrator）になり、生態学の研究者、アーサー・タンズリーと共同研究した。1944年にシェフィールド大学の植物学の教授となり、1969年までその職にあった。1950年代には副学長を務めた。1940年の初めから『ブリテン諸島の植物』の編集にかかわり、トゥーティン（Thomas Gaskell Tutin）とウォーバーグ（Edmund Frederic Warburg）と共著で1953年に出版した。1962年お1987年にも改訂版が出版された。1959年に同じ共著者で"Excursion Flora of the British Isles'を出版した。
1949年にロンドン・リンネ協会のフェローに選ばれ、1959年に王立協会のフェローに選ばれた。イギリス生態学会の会長を1954年から1956年の間、務め、1967年から1970年の間、リンネ協会の会長を務めた。1972年にリンネ・メダルを受賞し、1969年に大英帝国勲章を受勲した。

## 著作
- (W.O. Jamesと共著) The biology of flowers. Oxford : Clarendon Press, 1935.
- (T.G. Tutin、E.F. Warburgと共著) Excursion flora of the British Isles. Cambridge : Cambridge University Press 1959.
- Flora of Derbyshire. Derby Museum and Art Gallery. 1969.
- The Oxford book of trees, (図版 B.E. Nicholson). London : Oxford University Press, 1975.